# Lambda Pegasi
Lambda Pegasi (λ Peg, λ Pegasi / Lambda Pegasi), conosciuta anche con il nome tradizionale di Sadalpheretz, è una stella nella costellazione di Pegaso. La sua magnitudine apparente è +3,96 e dista 365 anni luce dal sistema solare.
Il suo nome tradizionale Sadalpheretz, talvolta riportato anche come Sadalpheris o Sad Al Faris, deriva dall'arabo سعد الفرس, che significa ""stella fortunata dello stallone" con riferimento alla mitologica raffigurazione di Pegaso come cavallo alato.

## Osservazione
Posta 22° a nord dell'equatore celeste, Lambda Pegasi ha buone possibilità di essere osservata anche nell'emisfero australe, essendo invisibile solo in Antartide, anche se la sua visualizzazione dall'emisfero australe risulta comunque più penalizzata. Essendo di magnitudine +3,96, la si può osservare anche dai piccoli centri urbani senza difficoltà, sebbene un cielo non eccessivamente inquinato sia maggiormente indicato per la sua individuazione.

## Caratteristiche fisiche
Lambda Pegasi è indicata nel catalogo stellare Simbad come una supergigante gialla di tipo spettrale G8Iab, anche se in diverse pubblicazioni appare catalogata come gigante gialla o gigante brillante. Possiede una massa 3,7-4 volte quella del Sole e il suo raggio è una trentina di volte superiore a quello solare.